# Hôtel Titon
L’hôtel Titon est un hôtel particulier situé à Paris en France.

## Localisation
Il est situé au 58 rue du Faubourg-Poissonnière, dans le 10e arrondissement de Paris. 

## Histoire
L'hôtel est construit en 1776 par Jean-Charles Delafosse pour Antoine-François Frémin, avocat au Parlement. En 1783, il est racheté par Jean-Baptiste-Maximilien Titon, conseiller au Parlement.
Ce bâtiment de qualité, entièrement rénové en 2006-2007, fait l’objet d’une inscription au titre des monuments historiques depuis le 25 octobre 2007.
A  l'arrière, la cité Paradis a été bâtie sur ses anciens jardins.

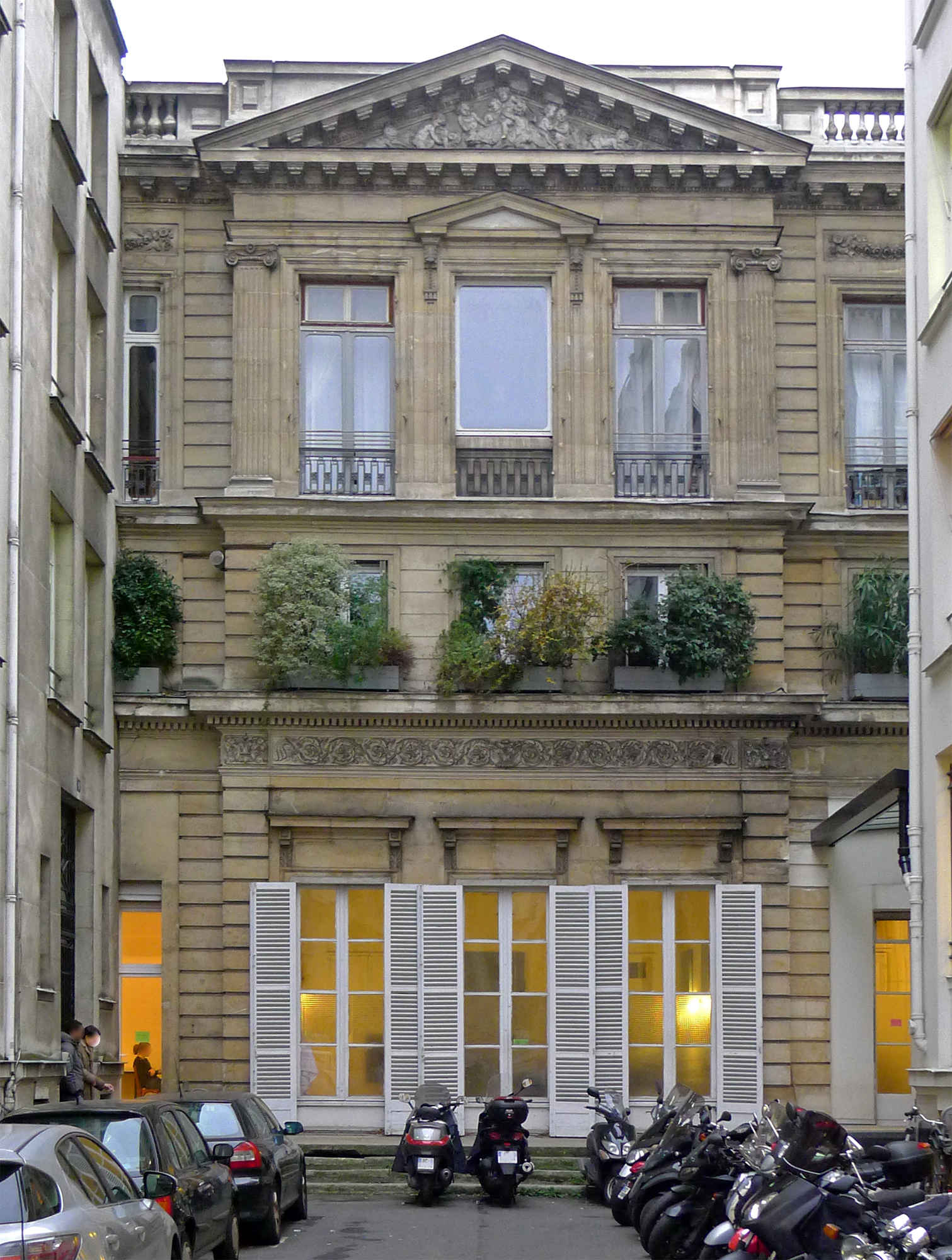
Facade de l'hôtel Titon sur la cité Paradis, anciennement sur les jardins de l'hôtel.